# Vertigo conecuhensis
Vertigo conecuhensis är en snäckart som beskrevs av G. H. Clapp 1915. Vertigo conecuhensis ingår i släktet Vertigo och familjen puppsnäckor. Inga underarter finns listade i Catalogue of Life.